# Мъркюри 2
Мъркюри 2 (на английски: Mercury 2) е американски космически кораб от първо поколение. Първа мисия, при която НАСА извежда живо същество в космоса. Първи полет на човекоподобна маймуна (примат) в космоса - шимпанзето Хам.

## История
За разлика от руснаците, които използват кучета при своите тестови полети, НАСА решава, че най-добрите опитни животни ще бъдат приматите. Американските учени се спират на шимпанзето, тъй като е известно, че това е живото същество, което е най-близо до човека като еволюционно развитие. Освен това американската програма е още по-амбициозна, защото НАСА възнамерява да обучи шимпанзетата на елементарни команди с цел проверка на възможностите за реакция и действие в условията на нулева гравитация (безтегловност). В съответствие с това са подбрани 6 шимпанзета, които преминават курс на обучение в авиобазата Холоман, Ню Мексико. На 2 януари 1961 г. две шимпанзета са докарани на Кейп Канаверъл, Флорида. След последни медицински прегледи за титуляр при полета е определен Хам, а за негов евентуален заместник - женското шимпанзе Мини. Хам е роден в Камерун, Африка. На служба в USAF е от 9 юли 1959 г.

## Суборбитален космически полет
В 12:53 UTC на 31 януари 1961 г., Хам в специален скафандър, е качен на борда на космическия кораб. В четирите часа до старта той бил в относително добро настроение. В 16:55 UTC MR-2 стартирал с първия примат на път към космоса. Поради грешка в компютърната програма за управление на полета, двигателите на ракетата-носител Редстоун работили по-дълго от предвиденото. Поради това достигнатата височина била по-голяма (около 253 км) и претоварването при спускане се увеличило до около 17 g. вместо предвиденото 11 g. Разчетната скорост на полета достигнала 9426 км/час, вместо предвидените 7081 км/час. След повече от 16 минути и прелетени над 680 км. Мъркюри 2 се приводнил успешно във водите на Атлантическия океан. Това не било края на този полет. Веднага след приводняването поради повреда в предпазен клапан, атмосферното налягане в кабината на кораба достигнало опасно ниски стойности. Животът на Хам бил спасен единствено от херметичния скафандър и бързото пристигане на бойния кораб USS Donner, който го прибрал на борда си. На палубата на кораба Хам изразил буйна радост, че отново е със своите придружители. По време на полета той изпълнил всички подадени от Земята команди, като времето му на реакция било само секунда по-бавно, отколкото при наземните тестове.

## След полета
След тази историческа мисия, Хам живял още 17 г. преди да почине от старост на 19 януари 1983 г., на 26 г. възраст. Космическия кораб Мъркюри 2 се съхранява в Калифорнийския космически музей в Лос Анджелис, Калифорния.